# Юханссон, Ян
Ян Юханссон (16 сентября 1931 — 9 ноября 1968) — шведский джазовый пианист, один из самых популярных шведских джазменов. Наибольшую известность ему принесли джазовые интерпретации народных песен. Участвовал в записи нескольких альбомов известного американского саксофониста Стэна Гетца. Отец двух известных рок-музыкантов — Йенса и Андерса Юханссонов.

## Биография
Ян Юханссон родился в 1931 году в Сёдерхамне. С детства учился играть на фортепиано, также изучал игру на органе, аккордеоне и гитаре. Изучал инженерное дело в Техническом университете Чалмерса в Гётеборге, однако после знакомства с жившим в это время в Европе Стэном Гетцем забросил учёбу и полностью посвятил себя музыкальной карьере.
В 1958 — 60 годах Юханссон жил в Копенгагене. В это время записывается первый альбом с его участием — Younger Than Springtime.
В 1962 году он переехал в пригород Стокгольма Уппландс-Весбю, где жил и работал до своей смерти в ДТП в возрасте 37 лет.

## Творчество
Во время копенгагенского периода своей жизни Юханссон принял участие в записи двух альбомов Стена Гетца. В 1960 и 1961 годах альбомы Mäster Johansgatan 12 и 8 bitar Johansson получили Gyllene Skivan («Золотой диск») — ежегодную награду старейшего джазового журнала Швеции Orkesterjournalen.
Наиболее известными работами Юханссона стали джазовые интерпретации европейской народной музыки, выпущенные на трёх альбомах: Jazz på svenska («Джаз по-шведски»), Jazz på ryska («Джаз по-русски») и Spelar jazz på ungerska («Играя джаз по-венгерски»), последний совместно с популярным шведским скрипачом Свендом Асмуссеном.
В 1966 году побывал с гастролями в СССР — в Таллине.
Незадолго до гибели Юханссон написал музыку для песни Här kommer Pippi Långstrump, исполнявшейся главной героиней популярного телесериала «Пеппи Длинныйчулок».
Юханссон трижды становился лауреатом шведской музыкальной премии «Грэммис», в том числе дважды — посмертно.

## Семья
В 1957 году он женился на Эльзе Юханссон. У них родились два сына — Андерс (1962-) и Йенс (1963-), оба — рок-музыканты, известные сотрудничеством с Ингви Мальмстином.

## Память
В честь Яна Юханссона в 1968 году была учреждена ежегодная стипендия, которая вручается шведским джазовым музыкантам из средств памятного фонда под управлением отраслевого профсоюза — Шведского союза музыкантов.